# Pontiac Silverdome
O Pontiac Silverdome foi um estádio localizado no distrito de Pontiac, subúrbio de Detroit, Michigan (Estados Unidos da América), foi inaugurado em 1975 com capacidade para 80.311 lugares e foi a casa do Detroit Pistons (NBA) de 1978 até 1988 e do Detroit Lions (NFL) de 1975 até 2001., foi demolido em dezembro de 2017.

## História
Inaugurado em 1975 como Pontiac Metropolitan Stadium (ou PonMet Stadium), sediou o All-Star Game da NBA de 1979 (Oeste 134-129 Leste), o Super Bowl XVI da NFL (San Francisco 49ers 26-21 Cincinnati Bengals) e alguns jogos da Copa do Mundo de 1994, sendo o primeiro estádio totalmente coberto utilizado na competição (ver abaixo). Também foi a sede do WrestleMania III, que recebeu o recorde de público em uma arena Indoor, com 93.173 pessoas; tal evento foi sediado pela World Wrestling Entertainement (WWE), empresa de Luta Livre que tem como dono Vince McMahon.
Além de eventos esportivos, o Pontiac Silverdome também foi palco de grandes shows, como das bandas Led Zeppelin e Rolling Stones e espetáculos de Elvis Presley. O Papa João Paulo II também rezou uma missa no local.
O estádio caiu em decadência e ficou fechado de 2001 até 2010, quando recebeu eventos como um show de Monster Trucks, uma partida de futebol e uma luta de boxe.
No dia 29 de maio de 2014, foi leiloado.
No final de 2017 o estádio foi demolido depois de sofrer com problemas como bolor, árvores crescendo no gramado e sua cobertura severamente danificada por uma tempestade.

## Jogos da Copa do Mundo de 1994
| 18 de junho de 1994 11:35(horário local)/12:35(horário do Brasil) | Estados Unidos | 1–1 | Suíça     | Pontiac Silverdome, Pontiac Público: 63,425 Árbitro: Francisco Lamolina (Argentina) |
|                                                                   | Wynalda 45'    |     | Bregy 39' |                                                                                     |

| 22 de junho de 1994 16:05(horário local)/17:05(horário do Brasil) | Romênia  | 1–4 | Suíça                                       | Pontiac Silverdome, Pontiac Público: 61,428 Árbitro: Neji Jouini (Tunísia) |
|                                                                   | Hagi 36' |     | Sutter 16' Chapuisat 53' Knup 66' Bregy 72' |                                                                            |

| 24 de junho de 1994 20:35(horário local)/21:35(horário do Brasil) | Suécia                           | 3–1 | Rússia           | Pontiac Silverdome, Pontiac Público: 71,528 Árbitro: Joël Quiniou (França) |
|                                                                   | Brolin 37' (pen) Dahlin 59', 81' |     | Salenko 4' (pen) |                                                                            |

| 28 de junho de 1994 16:05(horário local)/17:05(horário do Brasil). | Suécia           | 1–1 | Brasil      | Pontiac Silverdome, Pontiac Público: 77,217 Árbitro: Sándor Puhl (Hungria) |
|                                                                    | K. Andersson 23' |     | Romário 46' |                                                                            |